# Heliconius adonis
Heliconius adonis är en fjärilsart som beskrevs av Riffarth 1907. Heliconius adonis ingår i släktet Heliconius och familjen praktfjärilar. Inga underarter finns listade i Catalogue of Life.